# Landung bei Kips Bay
Lexington und Concord – Boston – Bunker Hill – Long Island – Kips Bay – Harlem Heights – Pell’s Point – Mamaroneck – White Plains – Fort Washington – Iron Works Hill – Trenton – Assunpink Creek – Princeton – Millstone
Die Landung bei Kips Bay war eine erfolgreiche amphibische Landungsoperation der kombinierten britisch-hessischen Armee während des Amerikanischen Unabhängigkeitskrieges am 15. September 1776 bei Kips Bay an der Ostküste der Insel Manhattan. Die Landung hatte den Rückzug der amerikanischen Streitkräfte nach Harlem Heights zur Folge.

## Hintergrund
Nachdem die Schlacht von Long Island verloren war, konnten General George Washington und seine verbliebenen 9000 Soldaten in der Nacht vom 29. auf den 30. August auf die Insel Manhattan entkommen. Nachdem die amerikanische Armee den Rückzug noch diszipliniert und geordnet durchführte, zeigten sich auf der Insel erste Tendenzen zur Auflösung. Die Soldaten plünderten in New York und desertierten zu Hunderten. Milizeneinheiten lösten sich auf und machten sich auf den Weg nach Hause. Das Oberkommando wurde in Frage gestellt und Soldaten verlangten offen die Rückkehr des Generals Charles Lee. Washington bat den Kontinentalkongress in Philadelphia um Anweisungen, insbesondere, ob die Stadt New York zerstört werden sollte.
In der Zwischenzeit zogen britisch-hessische Verbände, unter dem Oberkommando von General William Howe, am Ostufer des East-River nördlich in Richtung Kings Bridge (heute: Kingsbridge, Bronx). In der Nacht des 3. September nutzte die britische Korvette Rose den nördlich verlaufenden Gezeitenstrom des Hudson River und zog 30 flache Landungsboote zur Mündung des kleinen Flusses Newton Creek, gegenüber Kips Bay. Am nächsten Tag folgten weitere Transporte und Landungsboote, zusammen mit den drei Kriegsschiffen Renown, Repulse, Pearl und dem Schoner Tryal.
Am 5. September meldete sich Nathanael Greene, nach schwerer Krankheit, wieder zum Dienst zurück und bat Washington in einem Brief, sich umgehend aus New York zurückzuziehen. Ohne Long Island, argumentierte Greene, könne New York nicht gehalten werden. Die amerikanische Armee im gegenwärtigen Zustand wäre nicht mehr fähig, einem britischen Angriff standzuhalten und eine weitere Niederlage würde katastrophale Folgen haben. Greene empfahl auch, die Stadt zu zerstören. Wenn die Briten die Stadt erst einmal besetzt hielten, wäre eine Wiedereinnahme ohne ausreichende Unterstützung der Marine unmöglich. Greene meinte zusammenfassend, es brächte den Amerikanern keinen Vorteil, die Stadt zu halten, und forderte die Einberufung des Kriegsrates. In der Zwischenzeit wurde Washington über den Kongressbeschluss informiert, dass New York weder zerstört noch verteidigt werden sollte. Der Kongress beschloss darüber hinaus die Entsendung einer dreiköpfigen Delegation, bestehend aus John Adams, Benjamin Franklin, und Edward Rutledge, um mit Lord Howe zu verhandeln.
Am 10. September rückten britische Verbände von Long Island weiter nach Montresor's Island an der Mündung des Harlem Rivers vor. Zwei Tage später, am 11. September, traf die Kongress-Delegation in Staten Island ein, um an der Staten Island Peace Conference teilzunehmen. Die mehrstündige Konferenz, an welcher Lord Howe den größten Redeanteil hatte, endete ergebnislos. Jedoch verzögerte das Treffen den britischen Angriff und erlaubte es Washington, sich und seine Truppen besser auf die feindliche Landungsoperation vorzubereiten.
Am 12. September 1776 entschieden sich Washington und seine Generäle, New York zu verlassen. Unter dem Kommando von General Israel Putnam sollten 4000 Soldaten den Rückzug der Amerikaner decken, während der Hauptteil der Armee in Richtung Norden, zur Kings Bridge in Bewegung gesetzt wurde. Am Nachmittag des 13. September wurde auf britischer Seite damit begonnen, die Truppen zu verlegen. Die Kriegsschiffe Roebuck und Phoenix sowie die Fregatten Orpheus und Carysfort segelten auf dem East River bis zum Bushwick Creek und ankerten dort. Die Kriegsschiffe verfügten über eine Feuerkraft von 148 Kanonen und wurden von 6 weiteren Schiffen für den Truppentransport begleitet. In großer Eile brachten die Amerikaner bis zum 14. September Verletzte, Kranke, Munition und andere Güter nach Orangetown. Jedes verfügbare Transportmittel wurde für die Evakuierung verwendet. Amerikanische Späher berichteten zwar von umfangreichen britischen Truppenbewegungen, Washington konnte aber aus den vorliegenden Informationen nicht den genauen Ort des Angriffs bestimmen. Am späten Nachmittag war der Hauptteil der amerikanischen Truppen zur Kings Bridge und nach Harlem Heights gezogen und Washington folgte seinen Truppen noch in der Nacht.

## Gefechtsverlauf
Der größte Teil der amerikanischen Streitkräfte bereitete sich in der Nähe der damals kleinen Ansiedlung Harlem im Norden von Manhattan auf einen Angriff vor. Die amerikanische Linie bei Kips Bay wurde durch 500 Männer der Miliz aus Connecticut unter dem Kommando von Colonel William Douglas gehalten, welche sich dort nur leicht verschanzt oder eingegraben hatten. Große Teile der Amerikanischen Truppen, insbesondere der Milizen, waren unerfahren und nur unzureichend mit an Stangen angebrachten Sensenblättern bewaffnet. Nach durchwachter Nacht und seit 24 Stunden nur unzureichend mit Nahrung versorgt, wurden die Amerikaner bei Kips Bay von den Briten am frühen Morgen des 15. September angegriffen. Die fünf britischen Kriegsschiffe feuerten Breitseiten in die amerikanischen Verteidigungsstellungen bei Kips Bay, ungefähr in Höhe der heutigen 33. Straße. Washington und sein Stab hielten die Kanonade jedoch für ein Ablenkungsmanöver der Briten und erwarteten den Hauptangriff weiter im Norden der Insel. Als alle Amerikaner bei Kips Bay in den Gräben in Deckung gegangen waren, wurde der massive Beschuss vorerst beendet. Gegen 10 Uhr früh begannen die Briten bei Newton Cove mit dem Übersetzen der ersten Einheiten auf die Insel Manhattan. Unter dem Kommando von General Henry Clinton wurden 4000 britische und hessische Soldaten mit mehr als 80 Landungsbooten übergesetzt.
Gegen 11 Uhr morgens eröffneten die britischen Kriegsschiffe erneut das Feuer auf die Stellungen bei Kips Bay und versetzten die Milizionäre dort in Panik. Für eine volle Stunde wurde der Beschuss derart massiv fortgesetzt, dass die Miliz das Feuer nicht erwidern konnte. Nachdem gegen 12 Uhr der Beschuss eingestellt wurde und sich der Pulverdampf verzogen hatte, wurden die britischen Landungsboote sichtbar. Die amerikanischen Milizionäre verließen daraufhin ihre Stellungen und flüchteten.
Obwohl Washington und sein Stab von einem Gefechtsstand bei Harlem Heights frühzeitig von der britischen Invasion informiert wurde, konnte der panische Rückzug der Milizen nicht aufgehalten werden. Washington ritt persönlich den fliehenden Männern entgegen und versuchte diese vergeblich zum Umkehren zu bewegen. Wütend über das Verhalten seiner Soldaten, warf er seinen Hut auf den Boden und rief: „Are these the men with which I am to defend America?“ (deutsch: „Sind das die Männer, mit welchen ich Amerika verteidigen muss?“) Nachdem fliehende Milizionäre sich weigerten umzukehren, um eine Gruppe heranrückender hessischer Soldaten anzugreifen, soll Washington deren Offiziere mit seiner Reitpeitsche geschlagen haben. Eine Anzahl Amerikaner, die sich ergeben wollte, wurde von hessischen Soldaten erschossen oder mit dem Bajonett erstochen. 2000 Soldaten der Kontinentalen Armee unter dem Kommando der Generäle Samuel Holden Parsons und John Fellows, rückten aus Norden zur Verstärkung heran. Im Angesicht der fliehenden Milizen drehten sie jedoch ebenfalls um und traten die Flucht an. Washington, weiter in Rage, ritt auf unter 100 m an die feindlichen Linien heran, bevor er zum Verlassen der Kampfzone überredet werden konnte. Inzwischen landeten immer mehr britische Soldaten an und rückten sofort weiter in verschiedene Richtungen vor. Unter den Einheiten befanden sich, neben leichter Infanterie und Grenadieren, auch hessische Jäger. Bis zum späten Nachmittag waren 9000 Briten und Hessen bei Kips Bay gelandet und eine Brigade wurde entsandt, um das weitgehend verlassene New York in Besitz zu nehmen. Den meisten Amerikanern war die Flucht gelungen, jedoch wurden einige gefangen genommen und als Gefangene – auch von hessischen Soldaten – misshandelt oder getötet. Der britische Vorstoß traf erst eine halbe Meile südlich, in Richtung Watts Farm (heute 23. Straße Manhattan), auf nennenswerten amerikanischen Widerstand. Der nördliche Vorstoß wurde bei Inclenberg (heute: Murray Hill, Nähe Lexington Avenue) auf Befehl von General Howe gestoppt, um auf nachfolgende Invasionseinheiten zu warten. Dieser Umstand war ein Glücksfall für tausende amerikanische Soldaten südlich des Invasionspunktes, welchen somit nicht der Fluchtweg nach Norden versperrt wurde. Sie konnten daraufhin über einen westlichen Fluchtweg zum Hauptteil der amerikanischen Armee entkommen.
Die amerikanischen Verteidiger von New York versuchten unter dem Kommando von General Israel Putnam, aus der Stadt nach Norden in die relative Sicherheit von Harlem zu entkommen. Der Kommandeur führte zunächst seine 4000 Mann mit einem Gewaltmarsch auf östlicher Route geradewegs auf die britische Invasionsarmee zu. Aaron Burr, ein junger Leutnant der Kontinentalen Armee, überredete Putnam noch rechtzeitig, auf die westliche Route am Hudson River auszuweichen. Die amerikanischen Truppen passierten den Feind nur eine Meile entfernt und erreichten die Hauptarmee bei Harlem in der Nacht. Sie wurden von ihren Kameraden freudig begrüßt, da sie bereits verloren geglaubt waren. Der spätere Kriegsminister Henry Knox schaffte es in der gleichen Nacht, sich mit einem gekaperten Boot über den Hudson zur Hauptarmee durchzuschlagen und wurde dort von Washington freudig begrüßt.

## Verluste
Die britisch-hessischen Verbände hatten 12 Tote und Verwundete zu beklagen. Die amerikanischen Verluste wurden mit 50 Toten und 320 in Gefangenschaft geratenen Soldaten beziffert.

## Nachwirkungen
Die Briten wurden von den wenigen verbliebenen Einwohnern New Yorks willkommen geheißen und amerikanische Flaggen gegen britische ausgetauscht. General Howe sah sein Ziel erreicht, New York schnell und mit geringen Verlusten einzunehmen. Er ließ die Kampfhandlungen für diesen Tag einstellen und seine Truppen kurz vor Harlem anhalten.
Washington war sehr verärgert über das Verhalten seiner Truppen und nannte es beschämend und skandalös. Die Milizionäre aus Connecticut, welche ohnehin schon einen schlechten Ruf hatten, wurden nun als Feiglinge bezeichnet und für die Niederlage verantwortlich gemacht. Es gab aber auch andere Meinungen. General William Heath gab zu bedenken, dass New York nicht zu verteidigen war und die Miliz aus Connecticut der feindlichen Übermacht nichts entgegenzusetzen hatte. Hätten die Milizen ihre Stellungen zu halten versucht, wären sie vollständig aufgerieben worden.
Am folgenden Tag, dem 16. September 1776, wurde die Schlacht von Harlem Heights ausgetragen.